# Tochigi Soccer Club
Maillots
Actualités
Le Tochigi SC (栃木ＳＣ) est un club japonais de football basé à Tochigi dans la préfecture du même nom. Le club évolue en J.League 3.

## Historique
Fondé en 1953 en tant que club de football des enseignants de Tochigi. En 1994, le nom de l'équipe a été changé en "Tochigi Soccer Club" et en 2002. Il est entré dans la J.League en 2009. Le club connait sa première relégation en J.League 3 en 2015 et restera jusqu'en 2017 pour être à nouveau promu en J.League 2.
"Tochigi Teacher Soccer Club", qui a une histoire et une tradition de près de 40 ans, dépasse le cadre de l'équipe d'enseignants et ouvre la porte au grand public, représentant la préfecture de Tochigi, qui est plus facile à entrer, plus facile à comprendre et Visant à devenir un "club régional", il est devenu le nom actuel de l'équipe. En tant que représentant de la préfecture de Tochigi, l'emblème est une image de la fierté de la ville natale et du courage des citoyens de la préfecture.

## Palmarès
| Compétitions nationales                                         | Compétitions internationales |
| - Championnat du Japon de D3 (0) - Vice-champion : 2016 et 2017 | - Néant                      |

## Joueurs et personnalités du club

### Entraîneurs
Le tableau suivant présente la liste des entraîneurs du club depuis 2005.
| Rang | Nom                | Période   |
| ---- | ------------------ | --------- |
| 1    | Ko Takahashi       | 2005-2006 |
| 2    | Koichi Hashiratani | 2007-2009 |
| 3    | Hiroshi Matsuda    | 2009-2013 |

| Rang | Nom            | Période   |
| ---- | -------------- | --------- |
| 4    | Ikuo Matsumoto | 2013      |
| 5    | Yuji Sakakura  | 2014-2015 |

| Rang | Nom             | Période   |
| ---- | --------------- | --------- |
| 6    | Yasuharu Kurata | 2015-2016 |
| 7    | Yuji Yokoyama   | 2016-2019 |

| Rang | Nom            | Période     |
| ---- | -------------- | ----------- |
| 8    | Kazuaki Tasaka | 2019-2022   |
| 9    | Yu Tokisaki    | depuis 2022 |

## Bilan saison par saison
Ce tableau présente les résultats par saison du Tochigi SC dans les diverses compétitions nationales et internationales depuis la saison 2009.
| Saison | Championnat | Championnat | Championnat | Championnat | Championnat | Championnat | Championnat | Championnat | Championnat | Championnat | Coupe du Japon | Coupe de la Ligue |
| Saison | Division    | Pos         | Pts         | J           | V           | N           | D           | BP          | BC          | Diff.       | Coupe du Japon | Coupe de la Ligue |
| ------ | ----------- | ----------- | ----------- | ----------- | ----------- | ----------- | ----------- | ----------- | ----------- | ----------- | -------------- | ----------------- |
| 2009   | J2 League   | 17e         | 37          | 51          | 8           | 13          | 20          | 38          | 77          | -39         | 2e tour        | -                 |
| 2010   | J2 League   | 10e         | 50          | 36          | 14          | 8           | 14          | 46          | 42          | +4          | 3e tour        | -                 |
| 2011   | J2 League   | 10e         | 56          | 38          | 15          | 11          | 12          | 44          | 39          | +5          | 3e tour        | -                 |
| 2012   | J2 League   | 11e         | 60          | 42          | 17          | 9           | 16          | 50          | 49          | +1          | 2e tour        | -                 |
| 2013   | J2 League   | 9e          | 63          | 42          | 17          | 12          | 13          | 61          | 55          | +6          | 3e tour        | -                 |
| 2014   | J2 League   | 12e         | 55          | 42          | 15          | 10          | 17          | 52          | 58          | -6          | 2e tour        | -                 |
| 2015   | J2 League   | 22e         | 35          | 42          | 7           | 14          | 21          | 39          | 64          | -25         | 1er tour       | -                 |
| 2016   | J3 League   | 2e          | 59          | 30          | 17          | 8           | 5           | 38          | 20          | +18         | -              | -                 |
| 2017   | J3 League   | 2e          | 60          | 32          | 16          | 12          | 4           | 44          | 24          | +20         | -              | -                 |
| 2018   | J2 League   | 17e         | 50          | 42          | 13          | 11          | 18          | 38          | 48          | -10         | 2e tour        | -                 |
| 2019   | J2 League   | 20e         | 40          | 42          | 8           | 16          | 18          | 33          | 53          | -20         | 3e tour        | -                 |
| 2020   | J2 League   | 10e         | 58          | 42          | 15          | 13          | 14          | 41          | 39          | +2          | -              | -                 |
| 2021   | J2 League   | 14e         | 45          | 42          | 10          | 15          | 17          | 37          | 51          | -14         | 3e tour        | -                 |
| 2022   | J2 League   | 17e         | 49          | 42          | 11          | 16          | 15          | 32          | 40          | -8          | 4e tour        | -                 |
| 2023   | J2 League   | 19e         | 44          | 42          | 10          | 14          | 18          | 39          | 47          | -8          | 4e tour        | -                 |
| 2024   | J2 League   | 18e         | 34          | 38          | 7           | 13          | 18          | 33          | 57          | -24         | 2e tour        | 1er tour          |
| Saison | Division    | Pos         | Pts         | J           | V           | N           | D           | BP          | BC          | Diff.       | Coupe du Japon | Coupe de la Ligue |
| Saison | Championnat |             |             |             |             |             |             |             |             |             | Coupe du Japon | Coupe de la Ligue |